# کریستوفر پولی
کریستوفر پولی (انگلیسی: Kristopher Pooley؛ زادهٔ ۳۰ اکتبر ۱۹۷۶) موسیقی‌دان، رهبر موسیقی، آهنگساز، نوازندهٔ کیبورد اهل ایالات متحده آمریکا است. وی از سال ۱۹۹۲ میلادی تاکنون مشغول فعالیت بوده‌است.
از فیلم‌هایی که وی در آن‌ها نقش داشته‌است، می‌توان به استخدام اشاره نمود.